# Achterindische pauwoogmoerasschildpad
De achterindische pauwoogmoerasschildpad (Morenia ocellata) is een schildpad uit de familie Geoemydidae. De soort werd voor het eerst wetenschappelijk beschreven door André Marie Constant Duméril & Gabriel Bibron in 1835. Oorspronkelijk werd de wetenschappelijke naam Emys Ocellata gebruikt.

## Uiterlijke kenmerken
Het rugschild wordt ongeveer 22 centimeter lang, het schild is bruin tot donkerbruin of zwart met een lichtere tot gele rand. Op iedere hoornplaat is een duidelijke oogvlek aanwezig die bestaat uit een donkere, geelomrande vlek. De Nederlandstalige en wetenschappelijke soortnaam zijn hieraan te danken, ocellata betekent 'oogvlek'. Het buikschild en de verbindingsbrug tussen buik- en rugschild zijn geel van kleur. De kop en ledematen zijn bruin, op de zijkant van de kop zijn twee strepen aanwezig, een van de snuitpunt over het oog naar de nek en een tweede van de achterzijde van het oog naar de nek.

## Verspreiding en habitat
De achterindische pauwoogmoerasschildpad komt voor in delen van zuidelijk Azië; in China, Maleisië en Myanmar. De schildpad is sterk aan water gebonden, de habitat bestaat uit langzaam stromende wateren, deze drogen vaak op in het droge seizoen. Over de biologie en levenswijze is vrijwel niets bekend.